# Unione Sportiva Alessandro Volta 1929-1930
Questa voce raccoglie le informazioni riguardanti il Unione Sportiva Alessandro Volta nelle competizioni ufficiali della stagione 1929-1930.

## Stagione
In questa stagione l'Unione Sportiva Alessandro Volta ottiene il quinto posto della Seconda Divisione.

## Rosa
| N. |                   | Ruolo | Calciatore        |
| -- | ----------------- | ----- | ----------------- |
|    | Italia (bandiera) | P     | Antonio Caorsi    |
|    | Italia (bandiera) | D     | Guido Melloni     |
|    | Italia (bandiera) | D     | Revello           |
|    | Italia (bandiera) | C     | Rinaldo Boero     |
|    | Italia (bandiera) | C     | Barberis          |
|    | Italia (bandiera) | C     | Augusto Marchioro |
|    | Italia (bandiera) | A     | Luigi Cusano      |
|    | Italia (bandiera) | A     | Oreste Boldrini   |
|    | Italia (bandiera) | A     | Frixione          |
|    | Italia (bandiera) | A     | Masera            |
|    | Italia (bandiera) | A     | Luigi Sanguineti  |
|    | Italia (bandiera) | ?     | Emanuele Profumo  |
|    | Italia (bandiera) | ?     | Pasquale Quaglia  |

| N. |                   | Ruolo | Calciatore            |
| -- | ----------------- | ----- | --------------------- |
|    | Italia (bandiera) | ?     | Stefano Mazzario      |
|    | Italia (bandiera) | A     | Benasè                |
|    | Italia (bandiera) | C     | Enrico Conte          |
|    | Italia (bandiera) | A     | Antonio Ulivieri      |
|    | Italia (bandiera) | A     | Sergio Cola           |
|    | Italia (bandiera) | A     | Nello Vanni           |
|    | Italia (bandiera) | A     | Orazio Bisio          |
|    | Italia (bandiera) | ?     | Luigi Bertacchini     |
|    | Italia (bandiera) | ?     | Piero Bruciamonti     |
|    | Italia (bandiera) | ?     | Gino Rossi            |
|    | Italia (bandiera) | ?     | Attilio Posia         |
|    | Italia (bandiera) | ?     | Ettore Traverso       |
|    | Italia (bandiera) | ?     | Baldassarre Staccioli |